# Sakakibara Yasumasa
Sakakibara Yasumasa (榊原康政 (Thần Nguyên Khang Chánh)) (1548-1606) là một trong số Đức Xuyên Tứ Thiên Vương. Ông là con trai út của Sakakibara Nagamasa.

## Các trận đánh
Trận đánh đầu tiên của ông là dập tắt 1 cuộc bạo động ở Mikawa. Sau đó, ông được cử đi lãnh đạo 1 đơn vị với Honda Tadakatsu. Khi ông tới tuổi về già, ông đã từ chức và sống trong hoà bình.

Các trận đánh của ông là ở Anegawa, Nagashino và Takatenjin vào năm 1581. Ông có 2 đứa con trai là Tadamasa, Yasukatsu.